# Fáy Flóra
Fáy Flóra, született: Frankl (Kecskemét, 1880. február 4. – Rákosszentmihály, 1929. december 2.) magyar színésznő.

## Pályafutása
Szülei Frankl Antal és Schäfer Anna. 1897-ben végzett az Országos Magyar Királyi Színművészeti Akadémián. Előbb Debrecenben játszott Komjáthy Jánosnál, majd 1902 őszén került Krecsányi Ignác társulatához, később újra Komjáthynál szerepelt. 1913. április 10-én feleségül ment Újváry Lajoshoz. Debrecen és Kassa után 1914–1924 között Kolozsváron játszott Janovics Jenő társulatánál. A kolozsvári filmgyártás hőskorában számos némafilmben játszott. 1927-ben betegség miatt visszavonult.

## Főbb színpadi szerepei
- Margit (Szigeti József: Toldi Miklós)
- Olympe (Dumas: A kaméliás hölgy)
- Vaszilissza (Gorkij: Éjjeli menedékhely)
- Titánia (Shakespeare: Szentivánéji álom)
- Goneril (Shakespeare: Lear király)
- Júlia (Shakespeare: Rómeó és Júlia)
- Vilma (Herczeg Ferenc: A dolovai nábob lánya)
- Athalia (Jókai Mór: A kőszívű ember fiai)
- Adél (Molnár Ferenc: Úri divat)
- Éva (Madách Imre: Az ember tragédiája)
- Anna Karenina (Tolsztoj–Giraud: Anna Karenina)

## Filmjei
- Éjféli találkozás, 1915
- Havasi Magdolna, 1915
- Leányfurfang, 1915
- Liliomfi, 1915
- Vergődő szívek, 1915–1916
- Ártatlan vagyok!, 1916
- A dolovai nábob lánya, 1916
- A gyónás szentsége, 1916
- A kétszívű férfi, 1916
- Méltóságos rabasszony, 1916
- Csaplárné a betyárt szerette, 1917
- Falusi Madonna, 1917
- Hotel Imperial, 1917
- Nehéz szerep, 1917
- Sergius Panin, 1917
- Tisztítótűz, 1918
- A vadorzó, 1918